# Roberto Jaguaribe Gomes de Mattos
Roberto Jaguaribe Gomes de Mattos es un diplomático brasilero.
Roberto Jaguaribe Gomes de Mattos es licenciado en Ingeniería de Sistemas de la Pontificia Universidad Católica de Río de Janeiro.
Desde 1979 es diplomático de carrera.
De 1983 a 1987 se ha desempeñado en la Misión de Brasil ante las Naciones Unidas en Nueva York.
De 1987 a 1990 fue empleado en Montevideo.
De 1990 a 1993 se dirigió la División de Propiedad Intelectual y Tecnologías Sensibles en el Ministerio de Relaciones Exteriores en Brasilia.
De 1993 a 1995 dirigió la Sección de Propiedad Intelectual en la Misión de Brasil ante las Organizaciones Internacionales en Ginebra y la sección de Desarme en la misma misión. 
De 1995 a 1998 fuera del Servicio Exterior se desempeñó como secretario de Asuntos Internacionales en el Ministerio de Planificación y Presupuesto.
De 1998 a 2000 se desempeñó como director general de Promoción Comercial del Ministerio de Relaciones Exteriores. 
De 2000 a 2003 ocupó el cargo de jefe adjunto de Misión en la Embajada en Washington, D C.
De 2003 a 2005 fue empleado en la Secretario de Tecnología Industrial del Ministerio de Desarrollo, Industria y Comercio Exterior. 
De 2005 a 2007 era presidente del Instituto Nacional de la Propiedad Industrial de Brasil. 
De 2007 a 2010 fue Subsecretario General de Asuntos Políticos II.
De 2010 al 14 de julio de 2015 fue embajador de Brasil ante el Reino Unido de Gran Bretaña e Irlanda del Norte.
El 14 de julio de 2015 fue designado embajador en Beijing.